# Demba Seck
Demba Seck (Guédiawaye, 10 febbraio 2001) è un calciatore senegalese, attaccante del Partizan, in prestito dal Torino, e della nazionale senegalese.

## Caratteristiche tecniche
Demba è un agile attaccante esterno mancino, alto 190 cm, che eccelle nel dribbling, nello scatto, nelle finte di corpo e nell’attaccare la profondità. È dotato di un buon tiro e può anche giocare al centro dell’attacco.

## Carriera

### Club
Nato in Senegal, arriva in Italia per ricongiungersi al padre emigrato a Verzino, in provincia di Crotone.
Inizia giocare a calcio, entrando nel 2017 nelle giovanili della Spal. Nella stagione 2018-19 va all'Imolese, dove viene aggregato alla squadra Berretti senza mai esordire in prima squadra. L'anno successivo va, sempre in prestito, al Sasso Marconi Zola, questa volta in Serie D. Con la squadra bolognese gioca ventiquattro partite segnando cinque reti.
Nella stagione 2020-21, tornato alla S.P.A.L., viene aggregato alla formazione Primavera come fuoriquota. Esordisce in prima squadra il 28 ottobre 2020 in Coppa Italia contro il Crotone, segnando la rete che porta la partita ai tiri di rigore. A fine stagione conta sette presenze in Serie B.
Nella stagione 2021-22 entra stabilmente nelle rotazioni della prima squadra, giocando diciotto partite con una rete prima di passare al Torino l'ultimo giorno di mercato.
Esordisce con i granata, oltreché in Serie A, nella sconfitta casalinga contro il Cagliari.
Il 23 gennaio 2024 dopo avere trovato poco spazio coi granata (anche a causa di controverse vicende extra-campo), viene ceduto in prestito al Frosinone.
Il 20 agosto 2024 viene ceduto nuovamente a titolo temporaneo, questa volta al Catanzaro.
Il 27 giugno 2025 viene ceduto in prestito al Partizan, in massima divisione serba.

## Controversie
Nel 2023 è stato accusato dalla ex fidanzata di revenge porn, ovvero di aver diffuso all'insaputa di lei dei video sui loro rapporti sessuali.

## Statistiche

### Presenze e reti nei club
Statistiche aggiornate al 15 luglio 2025.
| Stagione        | Squadra            | Campionato      | Campionato | Campionato | Coppe nazionali | Coppe nazionali | Coppe nazionali | Coppe continentali | Coppe continentali | Coppe continentali | Altre coppe | Altre coppe | Altre coppe | Totale | Totale | Totale |
| Stagione        | Squadra            | Comp            | Pres       | Reti       | Comp            | Pres            | Reti            | Comp               | Pres               | Reti               | Comp        | Pres        | Reti        | Pres   | Reti   |        |
| --------------- | ------------------ | --------------- | ---------- | ---------- | --------------- | --------------- | --------------- | ------------------ | ------------------ | ------------------ | ----------- | ----------- | ----------- | ------ | ------ | ------ |
| 2019-2020       | Sasso Marconi Zola | D               | 24         | 5          | CI-D            | 1               | 0               | -                  | -                  | -                  | -           | -           | -           | 25     | 5      |        |
| 2020-2021       | SPAL               | B               | 7          | 0          | CI              | 4               | 1               | -                  | -                  | -                  | -           | -           | -           | 11     | 1      |        |
| 2021-gen. 2022  | SPAL               | B               | 18         | 1          | CI              | 1               | 0               | -                  | -                  | -                  | -           | -           | -           | 19     | 1      |        |
| Totale SPAL     | Totale SPAL        | Totale SPAL     | 25         | 1          |                 | 5               | 1               |                    | -                  | -                  |             | -           | -           | 30     | 2      |        |
| gen.-giu. 2022  | Torino             | A               | 6          | 0          | CI              | -               | -               | -                  | -                  | -                  | -           | -           | -           | 6      | 0      |        |
| 2022-2023       | Torino             | A               | 19         | 0          | CI              | 3               | 0               | -                  | -                  | -                  | -           | -           | -           | 22     | 0      |        |
| 2023-gen. 2024  | Torino             | A               | 9          | 0          | CI              | 1               | 0               | -                  | -                  | -                  | -           | -           | -           | 10     | 0      |        |
| Totale Torino   | Totale Torino      | Totale Torino   | 34         | 0          |                 | 4               | 0               |                    | -                  | -                  |             | -           | -           | 38     | 0      |        |
| gen.-giu. 2024  | Frosinone          | A               | 11         | 0          | CI              | 0               | 0               | -                  | -                  | -                  | -           | -           | -           | 5      | 0      |        |
| 2024-2025       | Catanzaro          | B               | 18         | 0          | CI              | 0               | 0               | -                  | -                  | -                  | -           | -           | -           | 18     | 0      |        |
| 2025-2026       | Partizan           | SL              | 0          | 0          | CS              | 0               | 0               | UEL                | 0                  | 0                  | -           | -           | -           | 0      | 0      |        |
| Totale carriera | Totale carriera    | Totale carriera | 92         | 6          |                 | 10              | 1               |                    | 0                  | 0                  |             | -           | -           | 102    | 7      |        |

### Cronologia presenze e reti in nazionale
| Cronologia completa delle presenze e delle reti in nazionale ― Senegal | Cronologia completa delle presenze e delle reti in nazionale ― Senegal | Cronologia completa delle presenze e delle reti in nazionale ― Senegal | Cronologia completa delle presenze e delle reti in nazionale ― Senegal | Cronologia completa delle presenze e delle reti in nazionale ― Senegal | Cronologia completa delle presenze e delle reti in nazionale ― Senegal | Cronologia completa delle presenze e delle reti in nazionale ― Senegal | Cronologia completa delle presenze e delle reti in nazionale ― Senegal |
| Data                                                                   | Città                                                                  | In casa                                                                | Risultato                                                              | Ospiti                                                                 | Competizione                                                           | Reti                                                                   | Note                                                                   |
| ---------------------------------------------------------------------- | ---------------------------------------------------------------------- | ---------------------------------------------------------------------- | ---------------------------------------------------------------------- | ---------------------------------------------------------------------- | ---------------------------------------------------------------------- | ---------------------------------------------------------------------- | ---------------------------------------------------------------------- |
| 24-9-2022                                                              | Orléans                                                                | Bolivia                                                                | 0 – 2                                                                  | Senegal                                                                | Amichevole                                                             | -                                                                      | 74’                                                                    |
| Totale                                                                 |                                                                        | Presenze                                                               | 1                                                                      |                                                                        | Reti                                                                   | 0                                                                      |                                                                        |